# Èbares (sàtrapa)
Èbares (en grec antic Οἰβάρης) era un sàtrapa persa de la Frígia Hel·lespòntica.
Era fill de Megabazos al que va succeir a la satrapia el 490. Abans d'esdevenir sàtrapa ja havia pres part a la submissió de Cízic cap a l'any 494 aC, segons diu Heròdot. Va governar la satrapia fins a l'any 479 aC aproximadament, quan el va succeir Megàbates.